# Thorbjørn Kjærbo
Thorbjørn Kjærbo (født 9. maj 1976) er en dansk pornomodel, der var aktiv i slutningen af 1990'erne.
Hans mest prominente filmrolle var som høj, blond brusedreng sammen med Katja Kean i Zentropas film Pink Prison (1999).
Han lavede dog også mere ordinære "bollefotos", fx i mandebladet Pige-Special nr. 5, 1999.

## Eksterne kilder
- Thorbjørn Kjærbo på Internet Movie Database (engelsk)
- Thorbjørn Kjærbo på Filmdatabasen
- Thorbjørn Kjærbo på danskfilmogtv.dk
- Thorbjørn Kjærbo på The Movie Database (engelsk)
- Thorbjørn Kjærbo på Internet Adult Film Database (engelsk)